# Xavier Pauchard
Xavier Pauchard fue un artesano calderero francés nacido el 8 marzo de 1880 en Saint-Léger-sous-Beuvray y fallecido el 28 de junio de 1948 en Autun . Fue el creador y diseñador de la marca de muebles Tolix.

## Biografía
Nació en 1880 y fundó los talleres X Pauchard en 1905. Le interesaba un proceso químico que preservaba las láminas de metal de la corrosión, en otras palabras la galvanización. Este proceso, que databa del siglo XVIII, en los tiempos de Pauchard permaneció poco utilizado. Le enviaron un trabajo técnico en inglés, que su hija le ayudó a traducir, y con ello probó el método en su jardín .

## Diseño de mobiliario
En 1927 registró la marca Tolix. Es bajo esta marca que diseña toda una gama de muebles de metal prensado, entre ellos la famosa silla A , un mueble robusto y apilable, que se ha convertido en un objeto de culto   . Tuvo la idea de llevarlo en el transatlántico Normandie en mayo de 1935, aprovechando la enorme cobertura mediática que generó su viaje inaugural del barco. La silla se usó en el centro de seguridad de los bomberos de a bordo.  

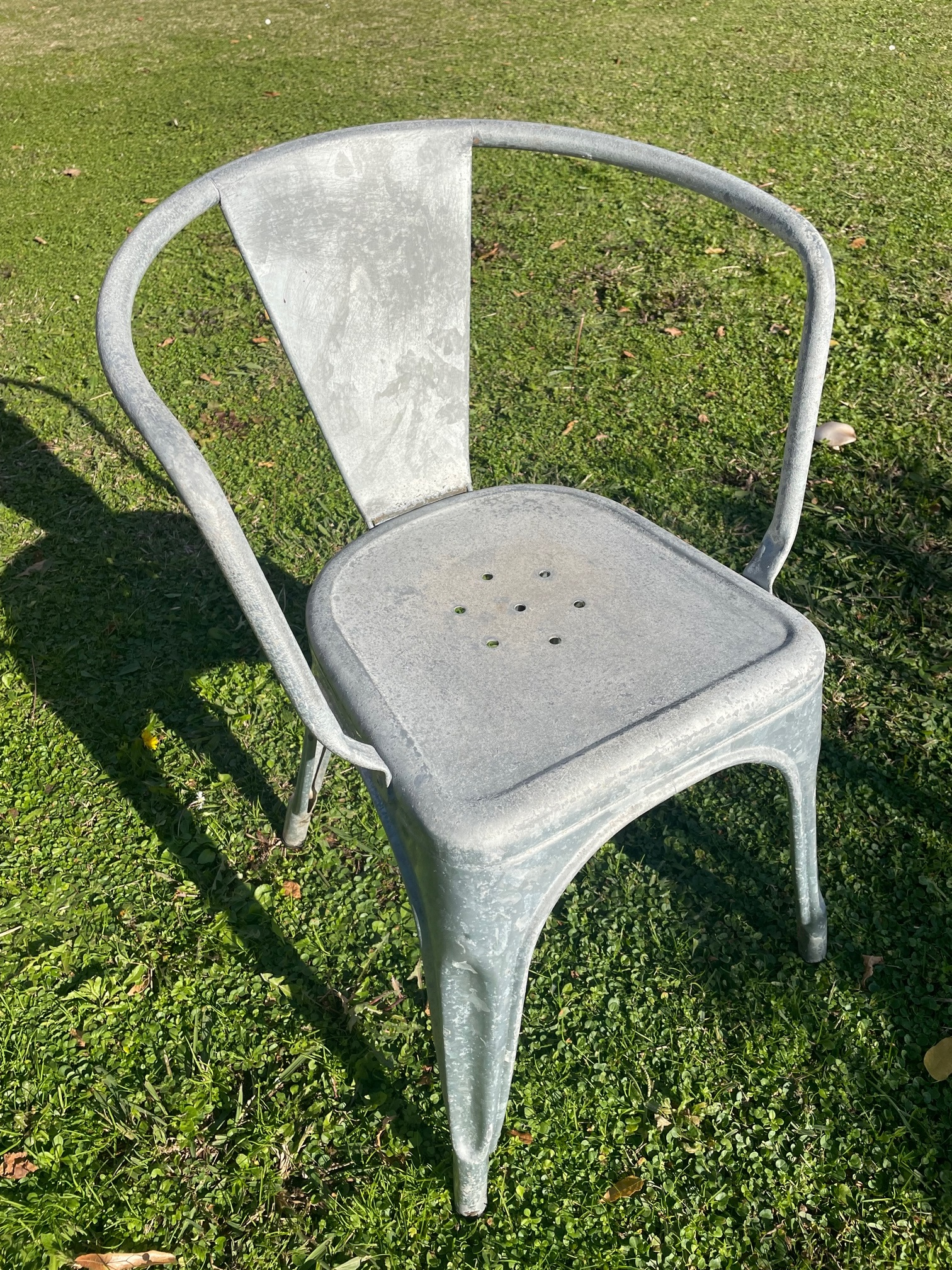
Silla A56 para Tolix

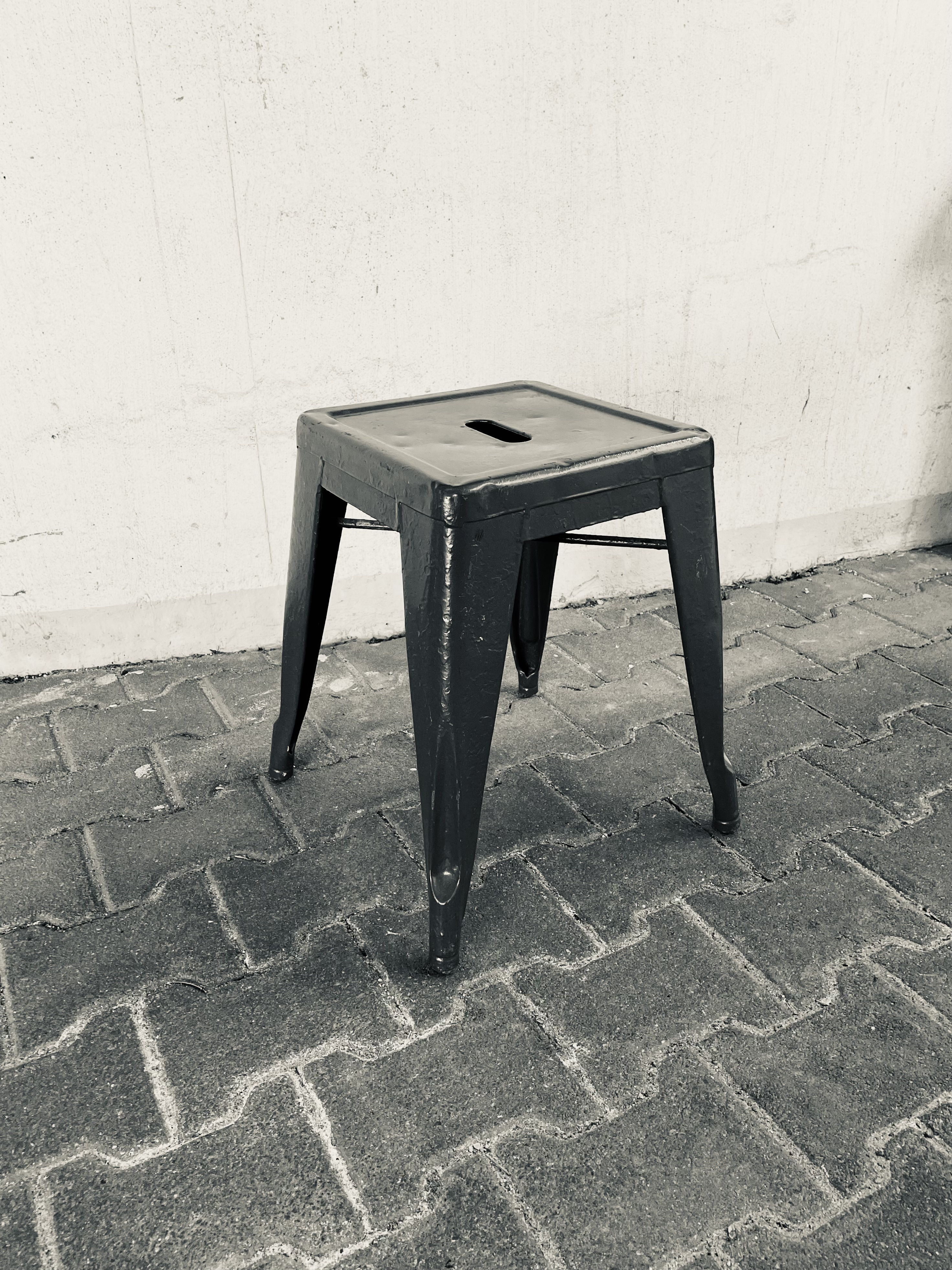
Taburete H45 para Tolix

La silla A posee una estructura sólida debido a los procesos de estampado, plegado y luego soldado. Posee un respaldo curvado. Sus patas están diseñadas para que las sillas sean apilables. Ha entrado en las colecciones en el Vitra Design Museum, el MoMA y el Centre Pompidou.  
Tras la muerte de Xavier Pauchard en 1948, su hijo, Jean Pauchard quedó al frente de la empresa Tolix. La silla A fue modificada por su Jean en 1956 y dicha silla pasó a ser llamada silla A56. 
En 2004 la herencia familiar de Tolix llegó a su fin, cuando la diseñadora Chantal Andriot compró la empresa.